# Kalju (Vorname)
Kalju ist ein estnischer männlicher Vorname mit der Bedeutung „Felsen, Felsbrocken“. Der Namenstag in Estland ist der 3. August.

## Namensträger
- Kalju Ahven (1921–1946), estnischer Dichter
- Kalju Kangur (1925–1989), estnischer Dichter, Kinderbuchautor und Übersetzer
- Kalju Kirde (1923–2008), estnischer Physiker und Herausgeber
- Kalju Kruusa (* 1973), estnischer Schriftsteller und Übersetzer
- Kalju Lepik (1920–1999), exilestnischer Lyriker
- Kalju Ojaste (* 1961), estnischer Biathlet
- Kalju Saaber (* 1944), estnischer Schriftsteller
- Kalju Teras (1922–1990), estnisch-sowjetischer Gymnasiallehrer und Politiker